# Старогрчки језик
Старогрчки језик (транслит. ; транслит.) или антички грчки језик, јесте историјски индоевропски језик из области источног Медитерана.
Овај језик представља рану фазу развоја грчког језика, у периоду од постанка грчког алфабета (9. век п. н. е.) до почетка хеленистичке ере (4. век п. н. е). Старогрчки језик се у књижевности користио много дуже, до 7. века н. е. Као норма класичног грчког језика служио је дијалект Атике из 5. и 4. века п. н. е. Грчки језик у периоду 600–1453. се означава као средњовековни грчки (византијски грчки). За њим је следио новогрчки, језик модерне Грчке, који се у континуитету развио из старогрчког. 
Старогрчки језик је усамљена грана индоевропске језичке породице. Сличности са језицима савременицима показује једино у односу на старомакедонски (антички македонски) језик. Многе речи старогрчког језика су ушле у латински језик и све модерне европске језике, нарочито кроз стручну терминологију. У новијем добу, старогрчки језик се изучавао и изучава у оквиру класичне филологије. 
На старогрчком језику су написани Хомерови епови, Илијада и Одисеја, као и велика дела грчке књижевности, позоришта, науке и филозофије из златног доба антике. Значајан је и као језик на коме су писани рани хришћански текстови, попут Новог завета. 
По ISO 639 стандардизацији, ознака за старогрчки језик је grc. 

## Модерна употреба

### Образовање
Изучавање старогрчког у европским земљама поред латинског заузимало је значајно место у наставном плану од ренесансе до почетка 20. века. Древни грчки се још увек предаје као обавезан или изборни предмет, посебно у традиционалним или елитним школама широм Европе, као што су јавне школе и гимназије у Уједињеном Краљевству. Он је обавезан је у лицео класико у Италији, у гимназији у Холандији, у неким одељењима у Аустрији, у класичној гимназији (гимназија – смер: класични језици) у Хрватској, на класичним студијама у  у Белгији и изборни је предмет у гимназији усмереној на хуманистичке науке у Немачкој (обично као трећи језик после латинског и енглеског, од 14. до 18. године). Током 2006/07. години, 15.000 ђака је учило старогрчки у Немачкој, према подацима Савезног завода за статистику Немачке, а 280.000 ученика га је учило у Италији. То је обавезан предмет поред латинског у хуманистичким наукама за звање шпанског бачилера. Древни грчки се такође предаје на већини великих универзитета широм света, често у комбинацији са латинским као део проучавања класика. Године 2010. био је понуђен у три основне школе у Уједињеном Краљевству, како би се унапредиле језичке вештине деце, и био је један од седам страних језика које би основне школе могле да предају 2014. као део великог напора да се унапреде образовни стандарди.
Старогрчки се такође учи као обавезан предмет у свим гимназијама и лицејима у Грчкој. Почевши од 2001. године, годишње међународно такмичење „Истраживање старогрчког језика и културе” (грч. Διαγωνισμός στην Αρχαία Ελληνική Γλώσσα και Γραμματεία) одржава се за средњошколце преко грчког Министарства националног образовања и верских послова, са грчким језиком и културним организацијама као саорганизаторима. Ова иницијатива је обустављена 2010. године, пошто није успела да добије признање и прихватање од стране наставника.

### Модерна употреба у стварном свету
Модерни аутори ретко пишу на старогрчком, иако је Јан Кресадло писао поезију и прозу на том језику, а Хари Потер и Камен мудрости, неки томови Астерикса и Аликсине авантуре су преведени на старогрчки. Ὀνόματα Kεχιασμένα (Ономата Кечијасмена) је први часопис укрштених речи и загонетки на старогрчком. Његово прво издање појавило се у априлу 2015. као анекс Hebdomada Aenigmatum. Алфред Ралфс је у своје издање Септуагинте из 1935. укључио предговор, кратку историју текста Септуагинте и друге материјале преведене на старогрчки језик; Роберт Ханхарт је такође укључио уводне напомене за ревидирано Рахлфс–Ханхартово издање из 2006. на овом језику. Акрополис Ворлд Њус извјештава седмично сажетак најважнијих вести на старогрчком.
Древни грчки такође користе организације и појединци, углавном грчки, који желе да изразе своје поштовање, дивљење или склоност према употреби овог језика. Ова употреба се понекад сматра графичком, националистичком или хумористичном. У сваком случају, чињеница да савремени Грци још увек могу у потпуности или делимично да разумеју текстове написане у неархаичним облицима старогрчког показује сродност савременог грчког језика са својим претходником.

### Учење граматике
- „A more extensive grammar of the Ancient Greek language written by J. Rietveld”. Архивирано из оригинала 07. 01. 2021. г. Приступљено 27. 03. 2022.
- Recitation of classics books
- Perseus Greek dictionaries
- Greek-Language.com – Information on the history of the Greek language, application of modern Linguistics to the study of Greek, and tools for learning Greek
- Free Lessons in Ancient Greek, Bilingual Libraries, Forum
- A critical survey of websites devoted to Ancient Greek
- Ancient Greek Tutorials – Berkeley Language Center of the University of California
- A Digital Tutorial For Ancient Greek Based on White's First Greek Book
- „New Testament Greek”. Архивирано из оригинала 06. 02. 2009. г. Приступљено 27. 03. 2022.
- Acropolis World News – A summary of the latest world news in Ancient Greek, Juan Coderch, University of St Andrews

### Класични текстови
- Perseus – Greek and Roman Materials
- Ancient Greek Texts